# إد ويلر
إد ويلر (بالإنجليزية: Ed Wheeler)‏ هو لاعب كرة قاعدة أمريكي، ولد في 24 مايو 1915، وتوفي في 4 أغسطس 1983.

## وصلات خارجية
- إد ويلر على موقعبيزبول رفرنس.كوم (الدوري الرئيسي) (الإنجليزية)